# Toyota Fortuner
El Toyota Fortuner, Toyota Hilux SW4 o Toyota SW4 es un vehículo deportivo utilitario y todoterreno mediano basado en la Toyota Hilux, producido por el fabricante japonés de vehículos Toyota. Originalmente se ensamblaron sólo en Tailandia, y más tarde en Venezuela, Argentina e Indonesia y en otros países. Cuenta con tres filas de asientos y está disponible en dos versiones 4×2 de 2350 kg y 4×4 de 2450 kg, juntas de 158 caballos de fuerza. La Fortuner es parte del proyecto IMV de Toyota en Tailandia, que también incluyen la Toyota Hilux y la Toyota Innova.
Este coche fue el más vendido en su categoría (SUV / PPV) en Filipinas y Tailandia en la actualidad.
La Fortuner no está disponible en Japón, Europa y América del Norte, ya que el Toyota Hilux Surf se vende principalmente en Japón y el Toyota 4Runner vendidos en algunos mercados europeos y en América del Norte.
La Fortuner es un proyecto para mercados emergentes basada en la plataforma IMV de la camioneta (pick-up) Toyota Hilux simplificando la intercambiabilidad de piezas además de mayor robustez.  La Fortuner a diferencia de la Hilux es que el eje trasero no tiene suspensión de ballesta sino resortes helicoidales que le dan un andar mucho más suave.
Otra diferencia es la tracción, ya que la Fortuner en casi todas sus versiones tiene tracción 4x4 todo el tiempo con diferencial central, excepto en la versión Urbana que es tracción 4x2 posterior como la Hilux.
Los atributos fundamentales en Latinoamérica son que se ofrecen con reproductor de DVD y televisión digital terrestre desde 2013.

## Mercados
- En Chile se lanza nuevamente, el 6 de diciembre de 2017
- En Argentina se lanzó en el 2005 (país en que se produce para América Latina), este modelo se vendió como Toyota Hilux SW4 hasta el 2012, y a partir del mismo año con el último restyling, se la llama sólo "SW4", para diferenciarse de su hermana pickup Hilux vista como herramienta de trabajo.
- En Colombia se lanzó en 2007
- En Perú se lanzó en 2008
- En Ecuador se lanzó en 2005
- En Honduras se lanzó en 2005
- En Sudáfrica se lanzó en 2006
- En Pakistán se lanzó en 2009
- En Indonesia se lanzó en 2005
- En Venezuela se lanzó en 2006
- Malasia
- Nicaragua
- Filipinas
- Panamá
- Singapur
- El Salvador
- En República Dominicana se lanzó en 2006
- Brasil
- Costa Rica
- Australia

## Generaciones

### Primera generación (2004-2016)

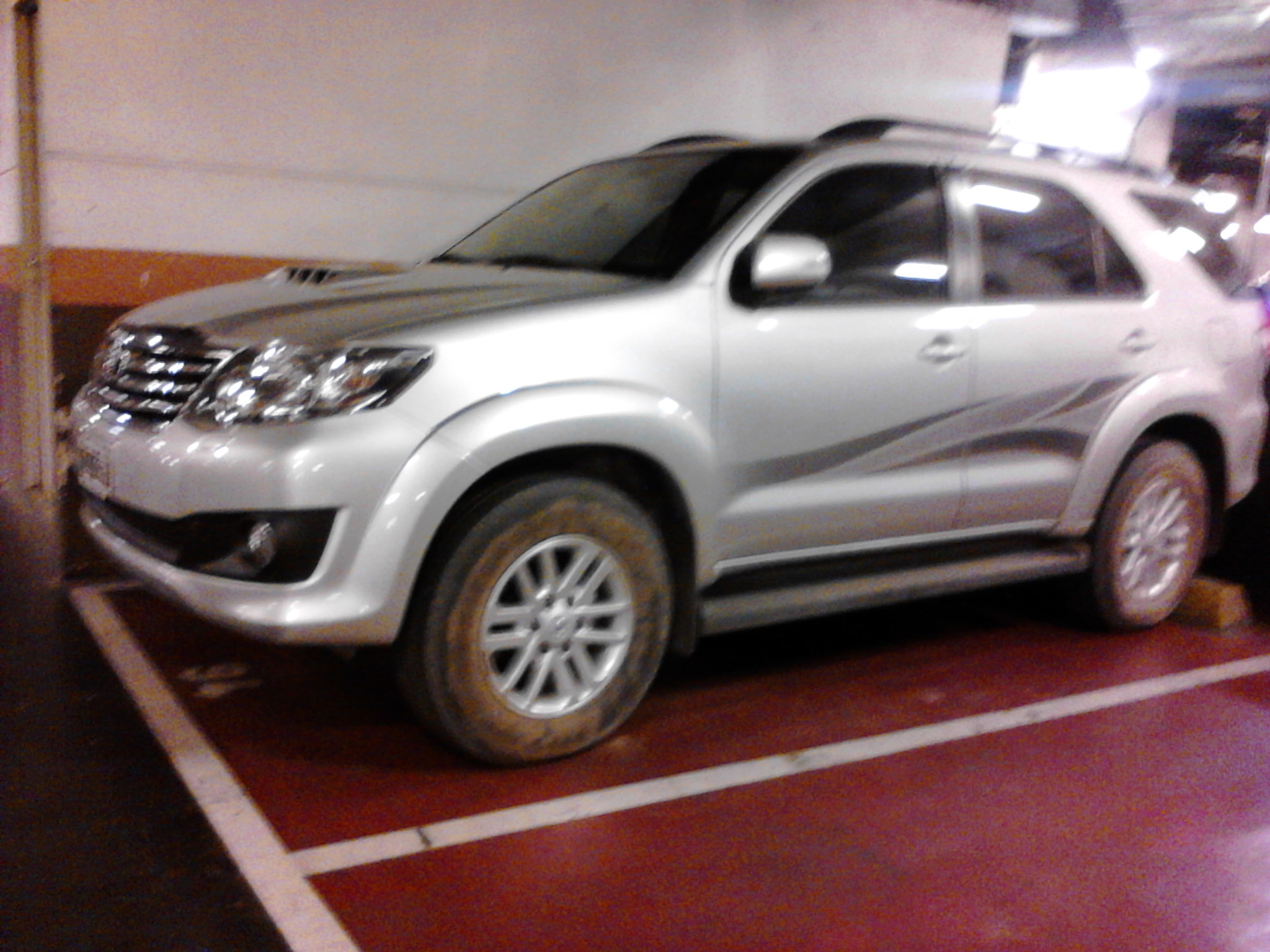
Lado derecho
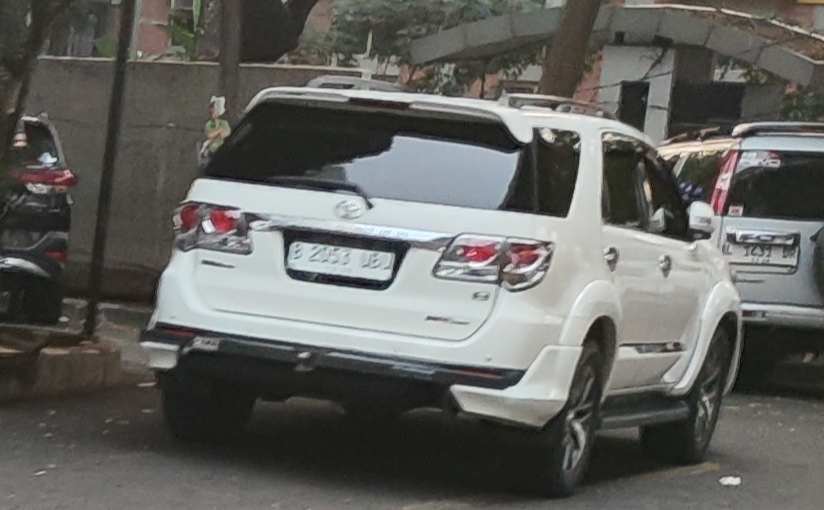
Lado izquierdo

### Segunda generación (2015-presente)

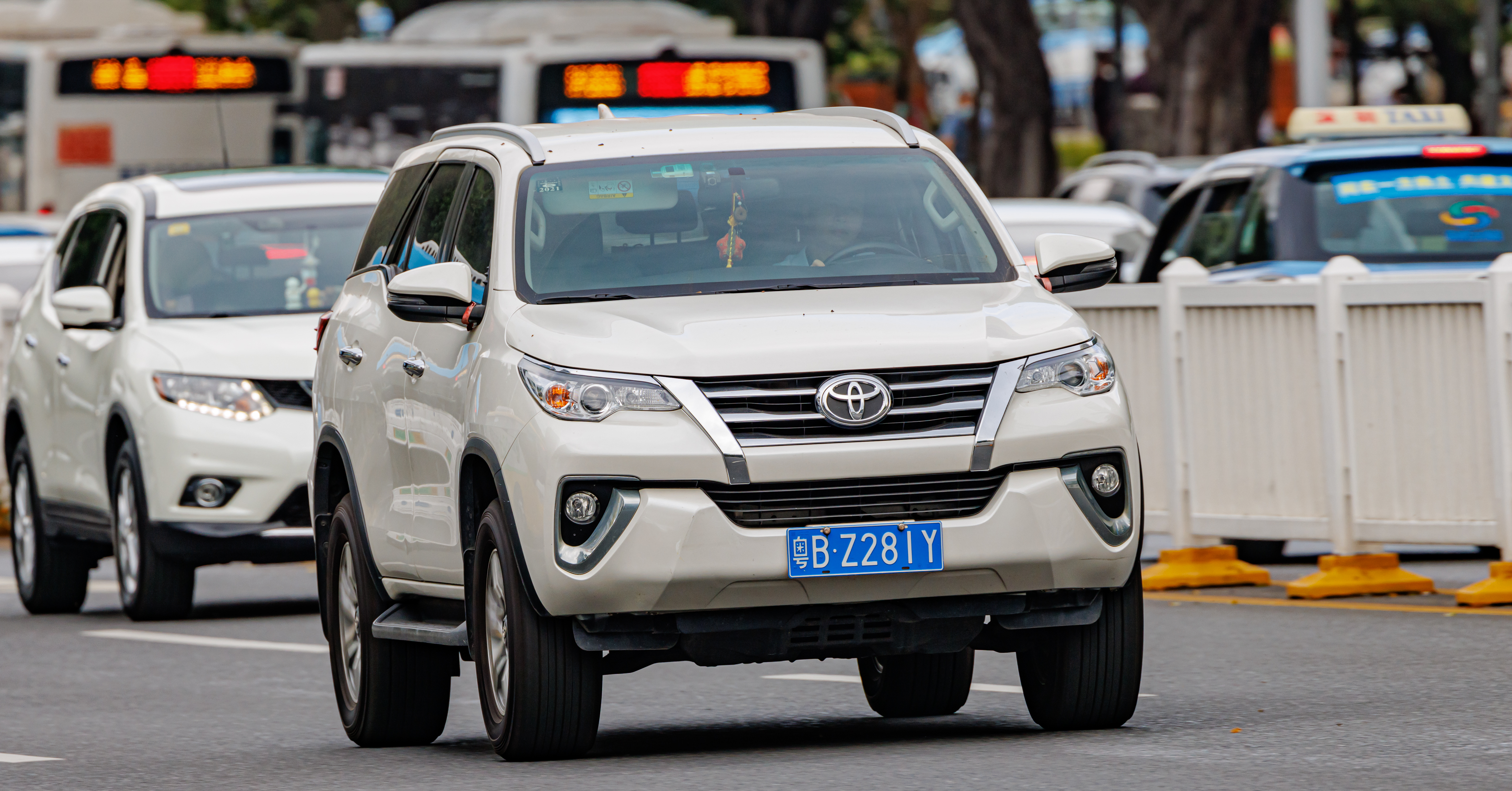
Lado derecho
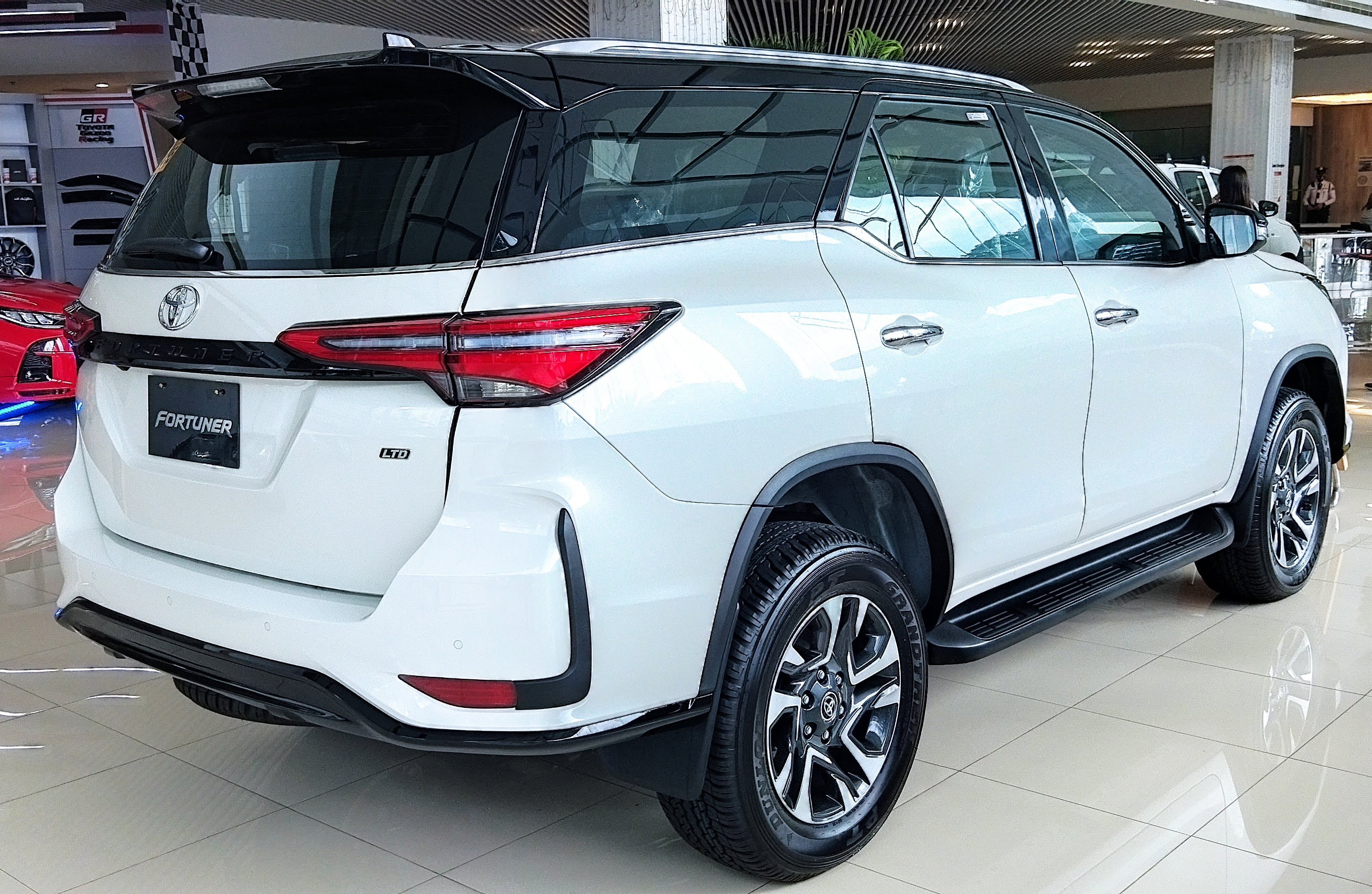
Lado izquierdo